# حق رأی (فیلم)
طرفدار حق رای زنان یا سافرِجت (انگلیسی: Suffragette فیلمی درام به کارگردانی سارا گورون است که در سال ۲۰۱۵ منتشر شد.
این فیلم به جنبش طرفداران حق رای زنان در بریتانیا در اوایل قرن بیستم می‌پردازد و نخستین فیلمی است که اجازه پیدا کرده در پارلمان بریتانیا فیلمبرداری شود.
این درام تاریخی در مورد مبارزهٔ زنان بریتانیا برای کسب حق رای در دههٔ بیست. به نظر کارگردان فیلم، این بخشی از تاریخ بریتانیا است که خوب بازگو نشده، داستان زنانی که به خاطر حقوق شان مبارزه کردند، زندانی شدند و مورد ضرب و شتم پلیس قرار گرفتند. زنانی که در آن زمان صدایشان شنیده نمی‌شد.

## فیلمنامه
در سال ۱۹۱۲ خانم مود واتز ۲۴ ساله، کارگر خشک‌شویی وظیفه حمل بسته‌ای را داشت که هنگام عبور از خیابان گرفتار درگیری گروه حق رای زنان می‌شود. در این بین همکارش وایولت میلر را می‌بیند.
وایولت با تشویق آلیس هیوتون، ارایه اعتراض به عنوان نماینده کارگر خشک‌شویی به پارلمان در لندن جهت تصویب قانون حق رای را قبول می‌کند اما با ضرب و شتم همسرش مواجه شده و بعلت عدم توانایی درارایه به پارلمان از مود واتز درخواست می‌کند به جای او ارایه دهد و این شروع ورود ناخواسته مود به این گروه است.
با اعلام نتیجه عدم قبول حق رای در حضور اجتماع زنان و حمله پلیس به آنها مود دستگیر شده و پس از یک هفته آزاد می‌شود و به سانی شوهرش قول می‌دهد که تکرار نشود و از سافرجت (گروه حق رای) دوری کند اما پس از آن و با تشویق همکارش به اجتماع سخنرانی سردسته اعتراضات املین پنکهرست می‌رود و دوباره دستگیر می‌شود و در زندان با امیلی دیوایسون آشنا می‌شود.
پس از آزادی دوباره از زندان هنگام بازگشت با کم محلی و روی‌گردانی همسایگان مواجه شده و شوهرش سانی نیز از ورود او به خانه جلوگیری کرده و او را طرد می‌کند.
او سپس در انفجار صندوق‌های تلگرافی و مسیرهای ارتباطی شرکت کرده و یکی از عاملین انفجار خانه وزیر کشور است.
شوهرش سانی نیز فرزندشان جورج را به خانواده ای می‌دهد . چون قانون طرف پدران است هیچ کاری از دست مود برنمی‌آید و به همین منظور او را مصمم می‌کند که بعنوان عضوی از گروه حق رای زنان مطرح شود.

## بازیگران
کری مولیگان بعنوان مود واتز
هلنا بونهام کارتر بعنوان ادیث الین
مریل استریپ بعنوان املین پنکهرست
ناتالی پرس بعنوان امیلی دیوایسون